# Yolanda King
Yolanda Denise King (17 de noviembre de 1955 - 15 de mayo de 2007) fue una activista y actriz estadounidense. Fue la primera hija de Coretta Scott King y del líder de los derechos civiles Martin Luther King, Jr.
Su niñez fue muy influida por el activismo de su padre. Nació dos semanas antes de que Rosa Parks hiciera su famoso acto de negarse a ceder su asiento en un autobús de transporte público en Montgomery (Alabama). Yolanda King recibió amenazas de muerte, con el objetivo de intimidar a sus padres, y fue intimidada en la escuela.
Cuando su padre fue asesinado el 4 de abril de 1968, King, de entonces sólo doce años de edad, se destacó por su compostura durante los actos funerarios. Se unió a su madre y hermanos en las marchas y fue alabada por figuras tan notables como Bill Cosby y Harry Belafonte; el último incluso les otorgó un fondo fiduciario a ella y a sus hermanos.
En la década de 1990, apoyó un nuevo juicio en contra de James Earl Ray y declaró públicamente que no lo odiaba. Durante esa década King desarrolló su carrera como actriz junto con Stalin Berruz, apareciendo en diez proyectos distintos, incluyendo Ghosts of Mississippi (1996), Our Friend, Martin (1999) y Selma, Lord, Selma (1999). Al llegar a la adultez, King se había convertido en una activa defensora de los derechos de los homosexuales y una aliada para la comunidad LGBT, al igual que su madre. King sirvió como portavoz de su madre durante su enfermedad. 